# Liphistius langkawi
Liphistius langkawi PLATNICK & SEDGWICK, 1984 è un ragno appartenente al genere Liphistius della famiglia Liphistiidae.
Il nome del genere deriva dalla radice prefissoide greca λιπ-, lip-, abbreviazione di λιπαρός, liparòs cioè unto, grasso, e dal sostantivo greco ἰστίον, istìon, cioè telo, velo, ad indicare la struttura della tela che costruisce intorno all'apertura del cunicolo.
Il nome proprio deriva dalla località-tipo di ritrovamento, l'isola di Langkawi, dell'arcipelago omonimo al largo delle coste dello Stato malese di Kedah.

## Caratteristiche
Ragno primitivo appartenente al sottordine Mesothelae: non possiede ghiandole velenifere, ma i suoi cheliceri possono infliggere morsi piuttosto dolorosi
I maschi di questa specie si distinguono dagli altri Liphistius per avere l'apofisi ventrale subtegolare sul pedipalpo molto lunga; le femmine invece come carattere peculiare mostrano tre lobi anteriori sul poreplate (area dei genitali femminili interni coperta da una zona priva di pori) e due posteriori.
Il bodylenght (lunghezza del corpo senza le zampe), esclusi anche i cheliceri, è di 9 millimetri nelle femmine, dal colore giallo ricoperto da strisce bruno-olivastre. Il cefalotorace è più lungo che largo, circa 3,7 x 3,3 millimetri. I cheliceri, di colore marrone distalmente e giallo pallido prossimalmente, hanno 9-10 denti al margine anteriore delle zanne. Le zampe sono giallo chiare con anulazioni bruno oliva prossimalmente e distalmente lungo i femori, le tibie, i metatarsi e i tarsi. L'opistosoma è anch'esso più lungo che largo, circa 5 x 3,9 millimetri, è di colore grigio chiaro, con gli scleriti arancione chiaro e le filiere brune.
Nell'ambito del genere Liphistius si distinguono due gruppi principali per la morfologia dei genitali interni femminili. Il gruppo di cui fa parte questa specie ha il ricettacolo ventrale stretto e limitato alla parte centrale del poreplate, proprietà condivisa con L. birmanicus, L. lordae, L. trang, L. bristowei, L. yangae, L. murphyorum, L. desultor e L. sumatranus.

## Comportamento
Costruiscono cunicoli nel terreno profondi fino a 60 centimetri e tengono chiuso l'ingresso del cunicolo con una porta-trappola piuttosto rudimentale. Intorno all'apertura tessono 7-8 fili molto sottili e appiccicaticci in modo da accorgersi se qualche preda si sta avvicinando e, approfittando dei momenti in cui vi è invischiata, balzano fuori e la catturano; le femmine di questa specie tessono i fili più lunghi in rapporto alle dimensioni dell'apertura del cunicolo di qualsiasi altro Liphistius ad eccezione di L. tioman. Vivono molti anni anche in cattività.

## Distribuzione
Rinvenuta in diverse cave dell'isola di Langkawi, dell'arcipelago omonimo al largo delle coste dello Stato malese di Kedah.